# 泣き虫鬼さん拾いました
『泣き虫鬼さん拾いました』（なきむしおにさんひろいました）は、中嶋ゆかによる日本の漫画作品。『ちゃおプラス』（小学館）にて、2023年5月1日より第1、第3月曜日配信で連載中。

## ストーリー
鬼は強靭な力を持ち、角と牙を生やし人の血肉を喰らう怪物。大昔人間たちから恐れられていたが、時代と共に対鬼に対する武器、知恵をつけるようになり、次第に立場は入れ替わり鬼は種族の存続と引換に人間に降伏した。こうして鬼は人間に管理されるようになり、能力次第では人間と鬼が共存するようになった現代。
多恵山家の一人娘多恵山 紅（おおえやま べに）は14歳でありながら縁談が持ち込まれた。紅は母屋ヘ赴き襖を開けるとそこに縁談相手は居らず、縁談相手の叔母と名乗る壮年の女性とボディーガードの鬼がいた。紅は生まれて初めて鬼を見たが、女性の鬼に対する粗雑な扱いに憤怒し、縁談相手の顔を見ずに断ってしまった。両親が憤慨するなか、紅は颯爽と母屋を去るのであった。
実は紅は多恵山家の実子ではなく、父親が愛人との間に生まれた子供だった。正妻との間で子が居らず、幼いころに連れて来られた者で正妻にも使用人にも疎まれ、普段は豪勢な日本家屋の離れに暮らしている。両親に呼ばれ母屋へ向かうのは多恵山家に関する事、紅は複雑な家庭環境に窮屈さを感じておりいつか肩書ではなく一人の人間として見てくれる者が現れることを願うのだった。
ある満月の夜、紅の離れに鬼が現れた。鬼は透き通った白い肌と髪に澄んだ群青色の瞳をしている紅と同年代の少年。しかし身なりは見ずぼらしく、身体は痩せぎすで衰弱していた。白い鬼曰く仲間からはぐれて、他の強い鬼に追い払われ山で暮らしていたが、開発で山が削られ住めなくなり、人里に降りる決断をした。気がついたら敷地に迷い込んだと。紅は自分の地位を楯に両親を説得。白鬼に銀河と名付け、人間社会に溶け込む教育を施し、学校に通わせ側に居させるのであった。しかし、銀河にはある秘密を隠していた。

## 登場人物
多恵山 紅（おおえやま べに）
2大財閥「多恵山家｣の娘。14歳。実は愛人の子供で幼いころは生母との貧しくも慎ましい2人暮らしをしていた。多恵山家の都合で引き離されて以降、多恵山家の娘として育てられたが、正妻（紅からすると義母）から倉庫に閉じ込められるなど露骨ないじめを受けたが、中学生となった現在は影口を叩かれている。
普段は大人びて冷静沈着で物事をはっきり言う凛と佇むお嬢様だが、予想外の行動には対処できない年相応然とした一面もある。趣味はスマートフォンで書くポエトリー。
銀河（ぎんが）
紅のいる離れに迷い込んだ白鬼。普段は一人称僕で、常におどおどしてて泣き虫で怖がり、鬼でありながら人を力で抑えたり、食べたりしない優しい鬼。その正体は鬼のなかで最高位の種族呪天ノ鬼の生き残り。血を喰らうと覚醒し、目は赤く光り、角と髪が長く伸び、普通の鬼以上の身体能力を発揮する。さらに性格が豹変し、冷徹となりとにかく力で解決するなどより行動が大胆になり、一人称も俺となる。覚醒から覚めると猛烈に自省している。自分を助けてくれた紅を大事に思っており、守ろうとしている。
亞紗間 望生（あさま のぞむ）
紅が断った縁談相手で、現在は紅の通う灯影学園中学校のクラスメイト。会員制大病院「アサマホスピタル」の院長の孫で多恵山夫妻も繋がりが深く紅にとって良き縁談相手だと評価されるほど。進学校に通っていたが教育方針の違いで急遽転校してきた。以降紅と銀河のことを気さくに接している。正義感が強く、弱者を手を差し伸べる優しくて穏やかな性格。というのは表向きの顔で本性は打算的でプライドが高く、口が悪い、人や鬼を勝手に格付けして差別するひねくれ者。紅に近づいている動機は単純に紅が自分より立場が低い身の上なのに縁談を断ったことによる復讐。ゆくゆくは結婚年齢となり紅と婚約した後、多恵山家ごと乗っ取る算段を目論んでいる。しかし紅と共に行動する銀河に目を付けており彼の能力を探るよう炭を用いているが失敗している。次期跡取りである優秀な兄を持ち、次男である故家族からは早期に婿取りするよう縁談が持ち込まれている。しかしこの現状を思っておらず、むしろ家族を憎んでいる。亞沙間家と鬼に関する重大なプロジェクトの関係者であることが示唆されている。
炭（すみ）
首に紐の付いたチョーカーとパンクファッションを身に纏うユニセックスな黒鬼。怖そうな見た目と裏腹に無口のビビリで気が弱い。鬼としては身分が低く非力だが、隠密が得意で主人の命令で銀河と紅を追跡している。しかし撮影が苦手でよくチョーカーの紐を捕まれ主人に怒鳴られる。主人は望生で、炭は彼に触れる素振りをするが固く禁じている。５年前に大火事に巻き込まれ大火傷を負い入院した際に、望生が会いに来ては毎回包帯を巻かしていたこともあり、今も恩を感じている。しかし望生はこのことはあまり思い出したくないと突き放している。わざと望生の気に障る言動をして怒らせている素振りをしており、その理由は好意があり彼に悪い意味でも気にかけてもらえるからでありドMであることが示唆されている。性別不詳だが4コマ家族の用で鬼が見たいという客人に披露した際、よそ行きの服を着なさいという望生の命令を「プロポーズ」と勘違いしなぜか亞紗間家にあったウェディングドレスを着用して後から怒られている。
一羽城（いわき）
灯影学園中学校に通っている多恵山家と双璧を成す財閥「一羽城家」の令嬢。紅と真逆の性格で清楚なギャルっぽい見た目で明るく高飛車。やたらと紅と話そうとずけずけ絡んで来ており、彼女は苦手としている。赤鬼をボディーガードとして雇っていたが、銀河に倒された後あっさり解雇した。望生のことが好き。
赤鬼（あかおに）
一羽城が雇った鬼のボディーガード。屈強な青年鬼。主人または学校の許しを得て灯影学園の制服を着用している。鬼のなかで最高ランクの赤鬼で力持ちのため物凄い自身を持っていた。ある時、同じ鬼である銀河に目を付け喧嘩を吹っかけて、殴りつけるも覚醒した銀河を見て、かつて赤鬼の上に呪天ノ鬼がいた事を思い出し、恐怖からその場から逃げようとし階段から転落した。以降、心神喪失し、居候先から引き篭もるようになり業務不履行のため契約解除、鬼捨て島に輸送されることとなった。途中、トラックを襲撃した炭が助ける代わりに紅と銀河を襲うよう多恵山家へ行くことと力が増幅する代わりに一時鬼の自我を喪失する薬を飲まされ、赴くが再度銀河に返り討ちにされ、拘束された。
多恵山夫妻（おおえやまふさい）
紅の両親。多恵山家の当主である父親は白髪を生やし怒りっぽく厳格な人物。江戸時代の先祖は秘薬を作り出して将軍の嫡男を救った御殿医、以降は薬品開発の成功で成り上がっており現在は様々な企業を束ねている。そのため紅に対しては多恵山家の娘としての礼儀を求めている。義母は常に着物を纏い、背筋が整った美人だが、性格はきつく、いけずな人。夫との子が生まれなかったこともあり、愛人の子である紅を受け入れざるを得なかったが、本人は快く思っておらず紅をうっとおしく思っており陰口を叩いている。なお夫とは口喧嘩する仲だが、一緒の寝所で寝ている。
呉羽（くれは）
正体不明の人気シンガー「KUREHA」として活動している黄鬼の少女。天真爛漫で自分に害がないと認めると人も鬼も分け隔てなく接するフレンドリーな性格。本来は紅葉の母が経営する芸能事務所にて警備員として雇われていたが、紅葉に歌の才能を見出され、社長の反対を押し切り、２人で音楽活動している。普段は鬼バレしないために角は、顔より大きいリボンで、耳は幅広いツインテールで隠している。紅と銀河とはポップアップカフェにて出会った。ちなみに作曲もしているが、ノリとフィーリングで作っていてすぐ忘れるため、紅葉が纏めていることが4コマ漫画にて判明した。
紅葉（もみじ）
呉羽とともに音楽活動している人間の少女。高校生。ボーイッシュな服装に眼鏡をしており、常に冷静でクールな性格。呉羽の才能を見出し、楽曲プロデュース兼マネジメント活動をしている。呉羽のことは対等に心友だと思っている。呉羽の行動が大胆なため呉羽が鬼だとばれないか心配している。しかしいつかはKUREHAが鬼の歌手として満員の観客の中で堂々とライブをすることが目標にしている。母親が芸能事務所の社長。
紅の実母
紅の本当の母親。多恵山当主の愛人。ボブヘアーでおっとりとしていて優しい人物だが、金銭に余裕がなく紅に貧乏アパート暮らしを余儀なくされていた。紅曰くあのころが幸せだったと懐古している。しかしある日、アパートに多恵山当主が現れ話し合いの末、紅は多恵山家に引き渡されることとなった。その際の彼女は項垂れていたが、紅はそれ以降自分は実母に捨てられてしまったと思っており憎んでいる。
望生の叔母
第1話にて登場。ざます口調でプライドが高い壮年の女性で望生と紅の縁談の望生の代理として鬼のボディーガードを連れて多恵山邸を訪れるも、紅が一方的に断ったことに驚愕した。後にこの縁談を纏める気がでいたらしく心底憤慨している様子が望生の回想で明らかとなっている。
ミオ
紅に仕えるメイド。オドオドしていて泣き虫だが、優しい人物。紅に協力する唯一のメイドで、ときおり親の許しなしで外出する紅を手助けし、家の裏門の番もしている。

## 用語解説
鬼 (おに)
強靭な肉体と怪力で、かつては人を喰らって恐れていた怪物。鬼としての共通項は色を持つ肌と真横に尖った耳、牙と頭に角(1本または2本)があり、体格はは2m位ある大柄なものから小柄な鬼まで様々である。鬼にはランクがあり、髪の色より下から、黒鬼、緑鬼、黄鬼、赤鬼となっており、赤鬼は特に人間からの人気が高い。現在は国の監視下に置かれ、能力があれば人間の下で働けるが、その多くは対等ではない主従契約で成されている。その事を不服に思う鬼もいる。さらに用済みとなった鬼は鬼捨て島という寂れた島に連行される島流しのようなこともあり、多くの鬼から恐れられている。
呪天ノ鬼 (しゅてんのおに)
かつては鬼の最高ランクに君臨し、太陽が隠れて天を呪うと言い伝えられ鬼から恐れてた白鬼。主な特徴は銀髪に血のように赤い爪と瞳を宿しており、鬼の限度を超えた力を使える。ただし力を使えるのは血肉を喰らった時のみで、効果はあまり長くない。現在は個体が絶滅寸前で、鬼の世間からも鬼を使役する人間からもあまり認知されていない、伝説上の鬼とされている。

## 書誌情報
- 中嶋ゆか『泣き虫鬼さん 拾いました』小学館〈ちゃおコミックス〉、既刊3巻（2025年5月26日現在）
  1. 2023年11月24日発売[1]、ISBN 978-4-09-872432-1
  2. 2024年7月25日発売[3]、ISBN 978-4-09-872744-5
  3. 2025年5月26日発売[4]、ISBN 978-4-09-873042-1